# Arminius (band)
Arminius is een Nederlandse deathmetalband, afkomstig uit het Zuid-Hollandse Dordrecht.
De band werd in 1998 opgericht en bracht 5 jaar later jaar hun eerste demo uit Storms Below. Deze werd internationaal goed ontvangen en werd uitgebracht door Old Temple in Polen en O'riffs in Frankrijk.
De stijl van de band wordt omschreven als een mix van death en black metal en grindcore. De laatste jaren wordt Arminius vaker tot het genre war metal gerekend. De bandnaam wordt ook wel gespeld als Arminivs.

## Discografie
- 2003 - Storms Below (demo)
- 2006 - In Shadows of the Damned We Reign (heruitgave Storms Below)
- 2007 - The Evil one (Gods Of Goats - A Tribute To Venom)
- 2008 - Piroglastic siege (heruitgave Storms Below)
- 2010 - Orison
- 2015 - Alsem (ep)